# Jugorski Szar

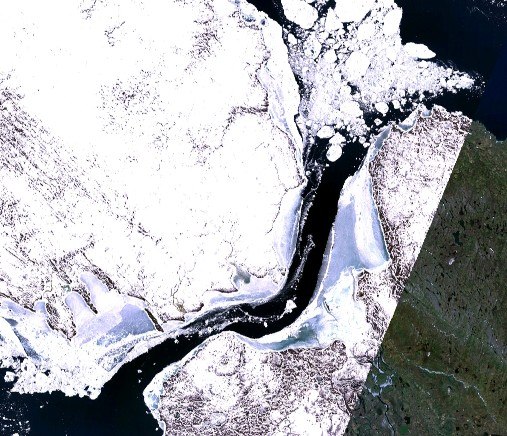
Jugorski Szar

Jugorski Szar (ros. Югорский Шар, Jugorskij Szar) – cieśnina oddzielająca wyspę Wajgacz od stałego lądu. Łączy Morze Karskie z Morzem Barentsa.